# Nouveau Parti national
Pour l’article homonyme, voir Nouveau Parti national (Grenade) pour le parti politique de Grenade.
Le Nouveau Parti national (en afrikaans : Nuwe Nasionale Party et en anglais : New National Party, abrégé NNP) était un parti politique d’Afrique du Sud. Après avoir succédé au vieux Parti national en 1997, il s’est allié avec le Parti démocratique en 2000 avant de rompre avec celui-ci pour se rapprocher de l’ANC et de finalement fusionner avec ce dernier et disparaître en 2005. 
Autrefois pro-apartheid et conservateur, le NNP s'était repositionné en 1998 sur une ligne réformiste plus centriste et moins libérale que ses concurrents du Parti démocratique. Il n'aura pas réussi à convaincre son électorat blanc traditionnel de le suivre qui le déserte dès les élections générales sud-africaines de 1999. 
En août 2008, Jean Duval-Uys annonce la reconstitution du parti national et participe aux élections générales sud-africaines de 2009 dans la province du Cap-Occidental. Avec un score anecdotique, il n'obtient aucun siège et demeure un groupuscule régional théorique, quasiment sans existence concrète. 

## Révolution multiraciale du Parti national (1997)
En 1997, le Parti national (NP) qui avait exercé le pouvoir entre 1948 et 1994, adopte un nouveau nom en se rebaptisant Nouveau Parti national pour marquer sa transformation en parti multiracial et sa rupture avec l’idéologie d’apartheid.
Après avoir pendant 80 ans représenté les aspirations du peuple afrikaner, le NNP se veut dorénavant un parti modéré représentant toutes les communautés d’Afrique du Sud. 
Cette transformation sémantique a lieu après que Marthinus van Schalkwyk ait succédé à l’ancien président sud-africain Frederik de Klerk à la tête du parti en septembre 1997. 
Le NNP ne dirige alors que le gouvernement du Cap-Occidental dont le Premier ministre est Gerald Morkel, un métis, et espère consolider sa base électorale.

## Désastre des élections générales de 1999
Les élections générales de 1999 sont au contraire un désastre pour le NNP qui ne récolte plus que 6,9 % des voix (contre 20,4 % du NP en 1994) et voit son ancien rival libéral du Parti démocratique (DP), droitisé, le remplacer comme opposition officielle au parlement. 
Ultime humiliation, le NNP doit s’allier au DP pour conserver la province du Cap-Occidental. Il apparaît dès lors que le NNP n’est plus l’expression politique des Afrikaners ou des blancs mais celui des métis.

## Alliance avec le Parti démocratique (2000-2001)
En 2000, le NNP doit lutter pour sa survie politique coincé entre son héritage racial et ses aspirations politiques modérées. 
Les désertions se multiplient à commencer par Pik Botha, l’ancien ministre des Affaires étrangères des gouvernements de John Vorster, de Pieter Willem Botha et de Frederik De Klerk. Roelof “Pik” Bothac annonce alors son ralliement à l’ANC. 
Le NNP est alors obligé de s’entendre avec le DP et quelques autres partis avec lesquels ils forment l’Alliance démocratique (DA) en vue des municipales de décembre.
Cette coalition emporte un notable succès dans la majorité des municipalités de la province du Cap-occidental comme Le Cap ou Stellenbosch et dans quelques municipalités du Cap-Nord, manquant de peu la victoire à Kimberley. Le NNP et la DA décident alors de fusionner dans l’Alliance démocratique (DA), nouveau parti politique à part entière. Tony Leon, le président du DP en devient le président et Marthinus Van Schalkwyk, le vice-président.  
Cependant, en cours d’année, des tensions vont naître et s’accroître entre Van Schalkwyk et Leon. Alors que Van Schalkwyk  souhaite une gestion plus consensuelle des dossiers avec l’ANC au pouvoir, Leon est partisan de l’opposition frontale. La crise va atteindre son paroxysme à cause du maire DA ex-NNP du Cap, Peter Marais. Celui-ci est impliqué dans plusieurs affaires judiciaires et Leon souhaite sa démission mais Marais est soutenu par Van Schalkwyk.

## Nouveau partenariat avec l’ANC (2001-2004)
À l’automne 2001, Marthinus van Schalkwyk annonce brutalement le retrait du NNP de la DA pour former un nouveau partenariat avec l’ANC, bouleversant l’échiquier politique sud-africain et les équilibres politiques. 
En décembre 2001, un jeu de chaises musicales fait perdre la majorité à la DA dans la province du Cap-Occidental au profit de l’alliance ANC-NNP. Gerald Morkell, demeuré fidèle à la DA, doit abandonner la présidence qui est reprise par Peter Marais. Morkell récupère le poste de maire du Cap qu’il doit lâcher quelques mois plus tard à la suite de la défection de plusieurs conseillers municipaux NNP, restés fidèle à leur parti d’origine.
La défection du NNP fait perdre plusieurs mairies à la DA. Le NNP qui a récupéré 54 % de ses élus parvient à se maintenir à la direction de quelques municipalités comme celle d’Oudtshoorn grâce à son alliance avec l’ANC.
Rattrapé par les affaires judiciaires en cours, Peter Marais laisse la présidence du Cap-Occidental à Marthinus Van Schalkwyk au mois de juin 2002. 
En avril 2004, aux élections générales, les électeurs blancs sanctionnent la nouvelle direction politique du NNP qui ne garde le soutien que de la majorité des métis. Alors que le NNP n’atteint péniblement que 1,9 % des suffrages, son partenariat avec l’ANC donne à ce dernier le contrôle des deux dernières provinces qui lui échappaient. Marthinus Van Schalkwyk abandonne la présidence du Cap-Occidental désormais tenu par un membre de l’ANC et est nommé ministre de l’Environnement et du Tourisme dans le 2e gouvernement de Thabo Mbeki.

## Ralliement à l’ANC et la dissolution du NNP (2004-2005)
Le 7 août 2004, Van Schalkwyk annonce son ralliement à l’ANC et la dissolution pour septembre 2005 du NNP dans l’ANC. Il est alors dénoncé vigoureusement par son ancien mentor Frederik de Klerk, désormais sans affiliation partisane.
Le 9 avril 2005, le Conseil fédéral du NNP décida formellement de dissoudre la formation politique par 88 voix contre 2, et 3 abstentions.
La plupart des membres du NNP devraient regagner les rangs de l’ANC alors que Marthinus van Schalkwyk saluait l’entrée du pays dans « une nouvelle ère » et présentait ses excuses pour l’ancien « système basé sur l’injustice » à l’encontre de la majorité noire.
Après 91 années d’existence et 46 ans de pouvoir absolu, l’héritier du Parti national d’Afrique du Sud disparaît de la scène politique sud-africaine laissant les Afrikaners dubitatifs sur leur avenir politique, écartelés entre le ralliement à l’ANC, l’alliance avec les libéraux de la DA, ou l’aventure des radicaux du Volkstaat.

## Réanimation post-mortem du NP (2008)
En août 2008, Jean Duval-Uys annonce la reconstitution du parti national afin de participer aux élections générales prévues en 2009. Ce parti dont le congrès refondateur a lieu le 23 novembre 2008, est dirigé par un collectif comprenant quatre dirigeants de races différentes.
Il présenta 175 candidats lors des élections du 22 avril 2009.

## Liste des chefs du parti national/nouveau parti national par province (1994-2005)

### Cap-Occidental
| Nom | Nom                                  | Nom                     | Mandat    |
| --- | ------------------------------------ | ----------------------- | --------- |
| 1   | Dawie de Villiers (né en 1940)       |                         | 1994-1996 |
| 2   | Hernus Kriel (1941-2015)             |                         | 1996-1998 |
| 3   | Gerald Morkel (1941-2018)            |                         | 1998-2001 |
| 4   | Peter Marais (né en 1948)            |                         | 2001-2002 |
| 5   | Marthinus van Schalkwyk (né en 1959) | Marthinus van Schalkwyk | 2002-2005 |

### Cap-Oriental
| Nom | Nom                          | Nom | Mandat    |
| --- | ---------------------------- | --- | --------- |
| 1   | Tertius Delport (né en 1939) |     | 1994-1996 |
| 2   | Manie Schoeman               |     | 1996-2000 |
| 3   | Wilhelm le Roux              |     | 2000-2003 |
| 4   | Ann Nash                     |     | 2003-2005 |

### Cap-Nord
| Nom | Nom                            | Nom | Mandat      |
| --- | ------------------------------ | --- | ----------- |
| 1   | Kraai van Niekerk (né en 1938) |     | 1994-1997   |
| 2   | Pieter Saaiman (né en 1951)    |     | 1997 - 2005 |

### État libre (d'Orange)
| Nom | Nom                       | Nom | Durée     |
| --- | ------------------------- | --- | --------- |
| 1   | Inus Aucamp               |     | 1994-2004 |
|     | Johan Swanepoel (interim) |     | 2004-2005 |

### PWV/Gauteng
| Nom | Nom                      | Nom       | Durée     |
| --- | ------------------------ | --------- | --------- |
| 1   | Pik Botha (1932-2018)    | Pik Botha | 1994-1996 |
| 2   | Roelf Meyer (né en 1947) |           | 1996-1997 |
| 3   | Sam de Beer (né en 1944) |           | 1997-1998 |
| 4   | Johan Kilian (1942-2015) |           | 1998-2005 |

### Nord-Ouest
| Nom | Nom                     | Nom | Durée     |
| --- | ----------------------- | --- | --------- |
| 1   | Amie Venter (1937-2012) |     | 1994-2005 |

### Transvaal oriental/Mpumalanga
| Nom | Nom                        | Nom | Durée     |
| --- | -------------------------- | --- | --------- |
| 1   | Chris Fismer (né en 1956)  |     | 1994-1996 |
| 2   | David Malatsi (né en 1960) |     | 1996-2001 |
| 3   | Chris McPherson            |     | 2001-2005 |

### Nord Transvaal/Nord/Limpopo
| Nom | Nom                       | Nom | Durée     |
| --- | ------------------------- | --- | --------- |
| 1   | André Fourie (né en 1944) |     | 1994-1999 |
| 2   | Burger ''Ljol'' Lategan   |     | 1999-2001 |
| 3   | Schalk van Schalkwyk      |     | 2001-2005 |

### KwaZulu-Natal
| Nom | Nom                          | Nom | Durée     |
| --- | ---------------------------- | --- | --------- |
| 1   | Danie Schutte (né en 1947)   |     | 1994-1999 |
| 2   | Renier Schoeman (né en 1944) |     | 1999-2005 |